# Золтан Пете
Золтан Пете (мађ. Pető Zoltán; Будимпешта, 19. септембар 1974) мађарски је бивши професионални фудбалер који је играо као дефанзивац за Дебрецени ВШК, белгијски К.Ф.К. Верброедеринг Гел, ФК Ујпешт, МТК Хунгариа ФК, ФК Брисел, МФК Шопрон, Кајзериспор и репрезентација Мађарске. После фудбалског пензионисања ради као тренер

## Каријера

### Клуб
Каријеру је започео у тиму МАВ Солноки, прво у омладинским селекцијама, а потом је изборио место и у првом тиму. Одатле је прешао у ВШК НБ II тим из Дебрецина. Одатле је отишао у Белгију на годину дана, па се после тога вратио у Мађарску, у екипу МТК, где није наступио ни у једном мечу, па је потписао уговор са Ујпештом. Одатле се опет вратио у МТК, одакле је поново прешао у иностранство. Прво је отишао у Турску, а затим поново у Белгију, али се пре истека уговора вратио кући и одиграо једну сезону у друголигашу Фелчуту. Године 2009. поверено му је руковођење репрезентацијом НБ II источне групе. Након тога се вратио у матични савез и освојили су источну групу НБ II шампионата, па је наредне сезоне поново играо у НБ I (већ 36 година), али тек у јесењем делу, у 13 утакмица. После тога играо је само у аматерским тимовима (Тортел, Нађкереш).

### Репрезентација
Био је капитен репрезентативног тима Мађарске који је учествовао на Олимпијским играма 1996. У сениорској А репрезентацији Мађарске је дебитовао 2000. године и играо је све до 2006. године. У овом периоду је одиграо девет утакмица. репрезентацију Мађарске 

## Достигнућа

### Клуб
МТК
- НБ I шампион:
  - шампион: 2002/03

Дебрецин
- Куп Мађарске: 
  - победник: 1998/99

Дебрецин
- Куп Мађарске: 
  - победник: 2001/02